# Saint-Martin-de-la-Mer
Saint-Martin-de-la-Mer és un municipi francès, situat al departament de la Costa d'Or i a la regió de Borgonya - Franc Comtat. L'any 2007 tenia 279 habitants.

## Demografia

### Població
El 2007 la població de fet de Saint-Martin-de-la-Mer era de 279 persones. Hi havia 120 famílies, de les quals 36 eren unipersonals (24 homes vivint sols i 12 dones vivint soles), 44 parelles sense fills, 36 parelles amb fills i 4 famílies monoparentals amb fills.
La població ha evolucionat segons el següent gràfic:
Habitants censats

### Habitatges
El 2007 hi havia 198 habitatges, 128 eren l'habitatge principal de la família, 53 eren segones residències i 17 estaven desocupats. 195 eren cases i 1 era un apartament. Dels 128 habitatges principals, 116 estaven ocupats pels seus propietaris, 11 estaven llogats i ocupats pels llogaters i 1 estava cedit a títol gratuït; 6 tenien dues cambres, 21 en tenien tres, 33 en tenien quatre i 68 en tenien cinc o més. 113 habitatges disposaven pel capbaix d'una plaça de pàrquing. A 55 habitatges hi havia un automòbil i a 61 n'hi havia dos o més.

### Piràmide de població
La piràmide de població per edats i sexe el 2009 era:
| Homes | Edats   | Dones |
| ----- | ------- | ----- |
| 0     | 95 o +  | 4     |
| 0     | 90 a 94 | 0     |
| 8     | 85 a 89 | 0     |
| 0     | 80 a 84 | 8     |
| 4     | 75 a 79 | 8     |
| 4     | 70 a 74 | 12    |
| 12    | 65 a 69 | 16    |
| 8     | 60 a 64 | 8     |
| 8     | 55 a 59 | 0     |
| 8     | 50 a 54 | 8     |
| 4     | 45 a 49 | 4     |
| 12    | 40 a 44 | 12    |
| 20    | 35 a 39 | 24    |
| 12    | 30 a 34 | 4     |
| 4     | 25 a 29 | 4     |
| 4     | 20 a 24 | 4     |
| 0     | 15 a 19 | 8     |
| 4     | 10 a 14 | 8     |
| 12    | 5 a 9   | 4     |
| 8     | 0 a 4   | 8     |

## Economia
El 2007 la població en edat de treballar era de 160 persones, 110 eren actives i 50 eren inactives. De les 110 persones actives 100 estaven ocupades (57 homes i 43 dones) i 10 estaven aturades (8 homes i 2 dones). De les 50 persones inactives 23 estaven jubilades, 9 estaven estudiant i 18 estaven classificades com a «altres inactius».

### Ingressos
El 2009 a Saint-Martin-de-la-Mer hi havia 130 unitats fiscals que integraven 286 persones, la mediana anual d'ingressos fiscals per persona era de 17.005,5 €.

### Activitats econòmiques
Dels 5 establiments que hi havia el 2007, 1 era d'una empresa de construcció, 1 d'una empresa d'hostatgeria i restauració, 2 d'empreses de serveis i 1 d'una empresa classificada com a «altres activitats de serveis».
L'any 2000 a Saint-Martin-de-la-Mer hi havia 16 explotacions agrícoles que ocupaven un total de 654 hectàrees.

## Poblacions més properes
El següent diagrama mostra les poblacions més properes.